# Vách đômen

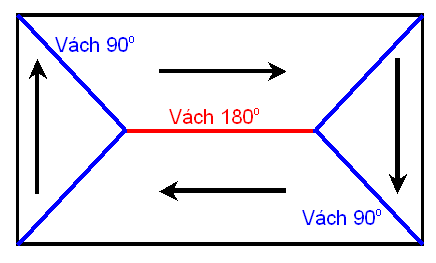
Ví dụ về vách đômen phân chia theo góc: vách 180^{o} và vách 90^{o}.

Vách đômen là khái niệm sử dụng trong vật lý học, có thể là hai khái niệm độc lập: 
- Vách đômen trong ngành từ học là một sai hỏng về cấu trúc từ, ngăn cách giữa hai đômen từ trong các vật liệu sắt từ;
- Vách đômen trong Lý thuyết dây là một điểm kì dị hai chiều.

## Vách đômen trong từ học

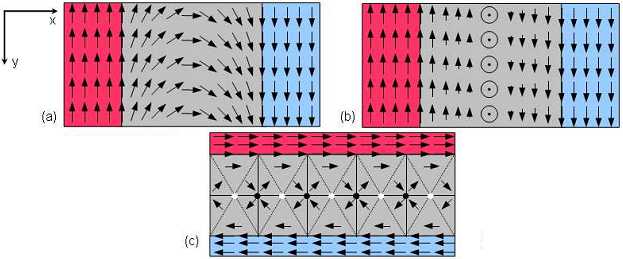
Cấu hình mômen từ trong một số loại vách đômen trong mặt phẳng màng mỏng từ: (a) vách Néel, (b) vách Bloch và (c) vách cross-tie.

Vách đômen là một vách ngăn giữa 2 đômen từ mà ở trong vách các mômen từ quay một cách đều đặn từ chiều từ độ ở đômen từ này, sang chiều của từ độ ở đômen liền kề. Sự hình thành của các vách đômen là sự cực tiểu hóa các năng lượng vi từ của hệ các mômen từ. Năng lượng của vách đômen chi phối chủ yếu bởi năng lượng trao đổi, và năng lượng dị hướng từ tinh thể.
Tùy theo cách phân bố các mômen từ này mà có thể có các cách phân loại vách khác nhau. Cách phân loại vách đômen đơn giản là theo góc giữa 2 đômen liền kề, ví dụ vách 180o là vách ngăn cách giữa 2 đômen có từ độ hướng ngược chiều nhau, vách 90o là vách giữa 2 đômen có từ độ hướng vuông góc với nhau. Nhưng cách phân biệt phổ biến nhất là theo kiểu vách Bloch, vách Néel và vách cross-tie phụ thuộc vào chiều dày của vật liệu.

### Các kiểu vách đômen

#### Vách Bloch

Ảnh chụp hiển vi Fresnel tương phản các vách đômen từ (trắng - đen) trong màng mỏng NiFe. Vách đômen sẽ bị dịch chuyển trong quá trình từ hóa tạo nên sự bão hòa từ.

:Là kiểu vách đômen thường hình thành trong các vật liệu khối hoặc trong các màng dày mà ở trong vách đômen mômen từ quay trong không gian 3 chiều từ hướng của đômen này sang hướng của đômen từ khác, chiều của từ độ trong vách vuông góc với mặt phẳng chứa từ độ trong hai đômen thành phần. Tên của loại vách này được đặt theo nhà vật lý người Thụy Sĩ Felix Bloch, người lần đầu tiên giả thuyết về vách đômen và xây dựng lý thuyết về loại vách này vào năm 1932 .
Độ dày của vách đômen loại vách Bloch được xác định bởi:
{\displaystyle \delta =\pi \times {\sqrt {\frac {A\sigma ^{2}}{\beta K_{1}a}}}}
với:
{\displaystyle A} là hằng số trao đổi, {\displaystyle \sigma } là mật độ năng lượng vách,
{\displaystyle a} là hằng số mạng, {\displaystyle \beta } là hệ số tỉ lệ ({\displaystyle 0<\beta <1}).

#### Vách Néel
Là kiểu vách chỉ xuất hiện trong các màng mỏng từ (có chiều dày nhỏ dưới một giới hạn), mà ở đó, các mômen từ trong vách quay trong mặt phẳng màng một cách đều đặn từ chiều của đômen này sang chiều của đômen khác. Cấu trúc của vách Néel chi phối chủ yếu bởi năng lượng trao đổi và năng lượng tĩnh từ. Trong cách màng mỏng, vì độ dày của màng rất nhỏ, trường khử từ theo phương vuông góc với màng rất lớn, khiến cho các mômen từ không thể hướng ra ngoài mà buộc phải nằm trong mặt phẳng màng. Chiều dày của vách Néel phụ thuộc vào hằng số của vật liệu, và chiều dày của màng.
Giả thuyết về vách Néel sinh ra sau giả thuyết về vách Bloch, và được đặt tên theo nhà vật lý học người Pháp Louis Eugène Félix Néel .

#### Vách cross-tie
Là loại vách đômen "trung gian" giữa hai loại Néel và Bloch. Nếu như vách Bloch chỉ xuất hiện trong các màng dày (vật liệu 3 chiều), vách Néel xuất hiện trong các màng rất mỏng (2 chiều) thì vách cross-tie xuất hiện trong các màng mỏng có chiều dày trung bình (nằm giữa 2 giới hạn. Vách cross-tie có cấu hình mômen từ pha trộn cả hai loại: ở bên rìa ngoài thì biến đổi theo vách Néel, trung tâm thì có từ độ hướng vuông góc như vách Bloch .

### Sự dịch chuyển của vách đômen

Sự dịch chuyển của vách đômen khi gặp các tâm hãm tạo nên hiệu ứng bước nhảy Barkhausen trong các vật liệu từ.

:Vách đômen có thể dịch chuyển trong quá trình từ hóa (dưới sự tác dụng của từ trường ngoài). Sự dịch chuyển của các vách đômen dẫn đến sự thay đổi các tính chất từ của vật liệu mà cụ thể ở đây là ảnh hưởng lên quá trình từ hóa. Cơ chế dịch chuyển của các vách đômen trong quá trình từ hóa giải thích các tính chất từ vi mô của vật liệu. 
Vách đômen có thể dịch chuyển dưới sự tác dụng của dòng điện và dòng điện tử phân cực spin do khi truyền qua vách đômen, spin của điện tử sẽ tương tác với mômen từ trong vách, tạo nên các mômen quay đẩy các vách dịch chuyển ,.

### Quan sát các vách đômen và ứng dụng của vách đômen
Vách đômen có thể quan sát bằng nhiều phương pháp khác nhau, có thể phân chia các phương pháp này dựa trên công cụ sử dụng cho việc quan sát:
- Quan sát bằng ánh sáng khả kiến: hiệu ứng quang từ Kerr(MOKE), phương pháp nhũ tương ảnh Bitter;
- Quan sát bằng các kính hiển vi quét đầu dò: sử dụng kính hiển vi lực từ, kính hiển vi quét chui hầm có công cụ phân tích spin (SP-STM);
- Quan sát bằng chùm nguồn synchrotron: sử dụng kỹ thuật hiển vi phát xạ điện tử với nguồn kích thích là các tia X phân cực tròn;
- Quan sát bằng chùm điện tử: Kính hiển vi điện tử quét có phân tích phân cực, Kính hiển vi điện tử truyền qua, toàn ảnh điện tử;